# Ilja Ruf
Ilja Ruf (* 2001 in Reutlingen) ist ein deutscher Musiker (Piano, Klarinette, Gesang, Komposition), der im Bereich des Jazz und der Klassik tätig ist.

## Leben und Wirken
Ruf ist ein Sohn des Dirigenten und Crossover-Spezialisten Bernd Ruf. Mit sechs Jahren erhielt er bei Harish Shankar seinen ersten Klavierunterricht, 2010 wechselte er zu Clemens Wiencke. Ab 2011 kam Klarinettenunterricht bei Schülern von Sabine Meyer hinzu. Während seiner Schulzeit spielte er in der OGT-Bigband des Ostsee-Gymnasiums Timmendorfer Strand Klarinette, Saxophon und Klavier; es kam zu frühen Auftritten bei JazzBaltica. Bis zu seinem Abitur im Sommer 2019 studierte er als Jungstudent Jazzpiano bei Laurens Patzlaff und Popgesang bei John Lehman an der Musikhochschule Lübeck. Seit 2020 studiert er an der Popakademie Baden-Württemberg. Zwischen 2015 und 2021 gehörte er als Pianist zum LandesJugendJazzOrchester Schleswig-Holstein. 2018 tourte er mit der Vocalband Vox Mandala der Musikhochschule Lübeck auf Taiwan und nahm mit der MHL Bigband das Album Changing Times – LübeckSounds Vol. II auf, die auch seine Komposition „Magic Moments“ enthält. Als Pianist ist er seit 2019 Mitglied im Hanse Jazz Quintett; auch leitet er sein eigenes Trio. 2022 war er zudem im Quintett mit Nils Landgren, China Moses, Lisa Wulff und Eva Klesse auf Kurztournee.
Gemeinsam mit seinem älteren Bruder Ivo und mit Nikolai Gast trat Ilja Ruf 2018 und 2019 als Klarinettist im Trio ClariNoir beim Schleswig-Holstein Musikfestival auf; bereits 2015 spielten sie im NDR-Radiogottesdienst. 2020 erschien beim Label GP Arts ihr Album Mozart on the Road, das auch drei Kompositionen von ihm enthält und beim Opus Klassik 2020 und in der Kategorie „Grenzgänge“ auf der Longlist 2/2020 beim Preis der Deutschen Schallplattenkritik nominiert wurde.
Als Pianist, Arrangeur und Komponist arbeitete Ruf bei den Händel-Festspielen 2018 und 2019 mit der Staatskapelle Halle. 2020 führte er beim Schleswig-Holstein Musikfestival im Duo mit Geiger Daniel Hope sein Klezmerstück Maribella auf. Im selben Jahr spielte er, inspiriert von Jamie Cullum, sein 2021 erschienenes Album Ilja_19 ein. 2022 folgte ein Duoalbum mit Bernd Konrad, 2024 mit seinem Trio (und den Gästen Bernd Ruf und Nils Landgren) das Album Halftime Show.

## Preise und Auszeichnungen
Mit dem Trio ClariNoir (zunächst noch als Klarinettentrio „Clamor Hospes“) gewann Ruf 2014 den Bundeswettbewerb von Jugend musiziert mit Höchstpunktzahl sowie bei den Norddeutschen Klarinettentagen 2017 den Sonderpreis für die beste Mozart-Interpretation; ebenfalls mit einem Sonderpreis wurde ClariNoir beim Kammermusikwettbewerb Ton & Erklärung 2021 ausgezeichnet. Als Pianist nahm er als Landessieger Jugend jazzt in Schleswig-Holstein mit dem ViaTrio im Juni 2017 an der Bundesbegegnung „Jugend jazzt“ in Saarbrücken teil, wo er den Konzertpreis der Big Band der Bundeswehr erhielt. 2017 errang er zudem den Steinway Förderpreis Jazz in Hamburg, im September 2019 den Jazzförderpreis des Kulturforums Schleswig-Holstein und 2021 den Lübecker Jazzpreis. 2022 wurde er mit dem IB.SH Jazz Award ausgezeichnet.